# Avro Andover (1924)
Die Avro 561 Andover war ein einmotoriger Doppeldecker des britischen Herstellers Avro, der als Passagierflugzeug eingesetzt wurde.

## Geschichte
Anfang der 1920er-Jahre schrieb die britische Luftwaffe, die Royal Air Force (RAF), ein Nachfolgemuster für die veralteten Airco D.H.10 aus, die den Liniendienst Kairo–Bagdad auf der so genannten „Desert Air Route“ bedienten. So konstruierte man bei Avro die 561 Andover, einen dreistieligen Doppeldecker. Er war so ausgeführt, dass er neben dem Passagierdienst auch als Krankentransportmaschine verwendet werden konnte.
Der Rumpf war eine komplette Neukonstruktion, aber die faltbaren Tragflächen, das Fahrwerk und das Leitwerk waren bereits in der Avro 549 Aldershot verwendete Komponenten. Der in drei Sektionen geteilte Rumpfaufbau war eine stoffbespannte Stahlrohrrahmenkonstruktion und fasste insgesamt zwölf Passagiere (jeweils sechs auf jeder Seite des Mittelganges) oder sechs Krankentragen. Die Passagiersektion des Rumpfes war mit Sperrholz verkleidet. Der Pilot und der Navigator saßen im offenen Cockpit unmittelbar unter der Tragflächenvorderkante; es existierte ein Durchgang vom Cockpit zur Passagierkabine. Augenfälligste Merkmale der Andover waren die zwei großen verkleideten Treibstofftanks auf der oberen Tragfläche und die zwei großvolumigen Auspuffrohre des Condor-III-Triebwerks.
Der Erstflug der Andover erfolgte wahrscheinlich im Juni 1924, der Öffentlichkeit vorgestellt wurde die erste Maschine am 28. Juni 1924. Da die „Desert Air Route“ an Imperial Airways abgegeben wurde, erging seitens der RAF letztendlich kein Auftrag für den Serienbau der Andover, daher stellte Avro lediglich drei Exemplare dieses Typs her, die an die RAF in Halton abgegeben wurden.

## Variante Avro 563 Andover
Trotz des mangelnden kommerziellen Erfolges der 561 wurde bei Avro eine modifizierte Maschine als Einzelstück mit der Typenbezeichnung Avro 563 Andover entwickelt. Es handelte sich dabei um eine minimal veränderte 561 mit einem zusätzlichen Waschraum und einem Gepäckabteil.
Nach Testflügen im März 1925 in Hamble und Gosport wurde die zwölf Passagiere fassende Maschine an Imperial Airways verliehen und flog in Diensten dieser Gesellschaft versuchsweise im Sommer 1925 im Kanal-Verkehr. Damit war die 563 das erste Flugzeug der Firma Avro, das im Liniendienst eingesetzt wurde. Die 563 wurde im Januar 1927 von Imperial Airways an die RAF abgegeben.

## Militärische Nutzung
Vereinigtes Königreich
- Royal Air Force

## Technische Daten
| Kenngröße             | Avro 561 Andover                                        | Avro 563 Andover                                        |
| --------------------- | ------------------------------------------------------- | ------------------------------------------------------- |
| Besatzung             | 2 (Pilot, Navigator)                                    | 2 (Pilot, Navigator)                                    |
| Passagiere            | 12 oder 6 Krankentragen                                 | 12                                                      |
| Länge                 | 15,62 m                                                 | 15,72 m                                                 |
| Höhe                  | 4,65 m                                                  | 4,91 m                                                  |
| Spannweite/Oberflügel | 20,73 m                                                 | 20,73 m                                                 |
| Flügelfläche          | 98,70 m²                                                | 98,88 m²                                                |
| Leermasse             | 3166 kg                                                 | 3084 kg                                                 |
| max. Startmasse       | 5216 kg                                                 | 4847 kg                                                 |
| Antrieb               | ein Rolls-Royce Condor III mit 485 kW (659 PS) Leistung | ein Rolls-Royce Condor III mit 485 kW (659 PS) Leistung |
| Höchstgeschwindigkeit | 177 km/h                                                | 177 km/h                                                |
| Reisegeschwindigkeit  | 145 km/h                                                | 145 km/h                                                |
| Gipfelhöhe            | 4115 m                                                  | 3050 m                                                  |
| Steigrate             | unbekannt                                               | 122 m/min                                               |
| Reichweite            | ca. 740 km                                              | unbekannt                                               |